# Joel Mokyr

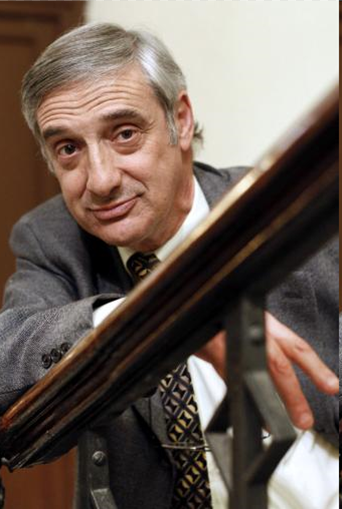
Joel Mokyr

Joel Mokyr (* 26. Juli 1946 in Leiden) ist ein israelisch-US-amerikanischer Wirtschaftshistoriker.

## Leben
Mokyr emigrierte als Jugendlicher nach Israel, studierte Ökonomie und Geschichte an der Hebräischen Universität in Jerusalem mit dem Bachelor-Abschluss 1968 und an der Yale University, an der er 1972 seinen Master-Abschluss erwarb und 1974 bei William N. Parker in Wirtschaftsgeschichte promoviert wurde (Industrial Growth and Stagnation in the Low Countries 1800 bis 1850). 1972/73 war er Instructor in Yale. Er wurde 1974 Assistant Professor, 1978 Associate Professor und 1980 Professor an der Northwestern University. Außerdem lehrt er an der Universität Tel Aviv.
Er war Gastprofessor in Stanford (1979/80), Chicago (1981), Harvard (1982/83), Dublin (1986), an der Hebräischen Universität (1993) und in Manchester (1996).
2006 erhielt er den A.H.-Heineken-Preis für Geschichte. Er ist Mitglied der American Academy of Arts and Sciences und auswärtiges Mitglied der Königlich Niederländischen Akademie der Wissenschaften, der Accademia dei Lincei sowie der British Academy. Für 2015 wurde ihm der Balzan-Preis zugesprochen.
Mokyr war von 1995 bis 2003 Herausgeber der Oxford Encyclopedia of Economic History. Er war Präsident der Economic History Association und Herausgeber des Journal of Economic History.
Seit 2021 zählt ihn der Medienkonzern Clarivate aufgrund der Zahl seiner Zitierungen zu den Favoriten auf einen Nobelpreis (Clarivate Citation Laureates).

## Forschungsgebiete
Mokyr befasst sich mit der Industrialisierung in den Niederlanden und in England und allgemein der Frage, wieso einige Länder wirtschaftlich erfolgreicher als andere sind und welche Rolle Wissenschaft, Bildung und Technologie dabei spielen. Er ist ein Vertreter der interdisziplinär vorgehenden New Economic History. Insbesondere vertrat er die Auffassung, dass China in technologischer Hinsicht bis etwa um 1500 mit der technologischen Entwicklung in Europa mindestens mithalten konnte, wenn nicht überlegen war. Die herrschende konfuzianische Bürokratie habe jedoch das Land gegenüber äußeren Einflüssen abgeschottet (u. a. durch Beschränkungen der Schifffahrt und des Verbots des Baus großer Schatzschiffe) und einen kreativen Ideenwettstreit verhindert.

## Schriften
- Industrialization in the Low Countries, 1795–1850, Yale University Press, 1976
- (Herausgeber:) The Economics of the Industrial Revolution, Totowa, NJ : Rowman & Allanheld, 1985.
- Why Ireland starved : a quantitative and analytical history of the Irish economy, 1800–1850, Allen and Unwin 1985
- The lever of riches: Technological creativity and economic progress, Oxford University Press, 1990
- Twenty five centuries of technological change: a historical survey, Harwood Academic Publishers 1990
- (Herausgeber:) British Industrial Revolution. An Economic Perspective, Westview Press 1999
- The gifts of Athena: Historical origins of the knowledge economy, Princeton University Press, 2002
- Long-term economic growth and the history of technology, in: Ph. Aghion, S. Durlauf (eds.), Handbook of Economic Growth, 1113–1180, Elsevier, 2005
- Enlightened Economy: An economic history of Britain 1750–1850, Yale University Press 2009
- (mit Ralf Meisenzahl): The rate and direction of invention in the British Industrial Revolution: incentives and institutions, Cambridge, National Bureau of Economic Research 2011
- A Culture of Growth: The Origins of the Modern Economy. (Graz Schumpeter Lectures.) Princeton University Press 2016